# Eco-anarhism

Steagul verde și negru al anarhismului cu tendințe ecologice

Eco-anarhismul pretinde că mici sate ecologice (cu nu mai mult de câteva sute de locuitori) sunt un mod de organizare preferabil față de cel al civilizației actuale, și că infrastructura și sistemele politice ar trebui reorganizate pentru a putea asigura crearea lor. Eco-anarhiștii afirmă că organizațiile sociale trebuie proiectate pentru a funcționa în armonie cu forțele naturii, mai degrabă decât împotriva lor.
Ceea ce diferențiază eco-anarhismul de anarho-primitivism este importanța pe care eco-anarhismul o dă satului ecologic și capitalului său social. Pe de altă parte, anarho-primitivismul se concentrează mai degraba pe ideea de respingere a tehnologiei. Eco-anarhismul nu presupune o respingere totală a tehnologiei, unii eco-anarhiști considerând că tendința spre tehnologie, la fel ca și limbajul, este o caracteristică specific umană.
Filosofia eco-anarhistă poate fi explicată ca o interpretare a unor adevăruri antropologice și biologice. În cadrul acestei filosofii se afirmă adesea (vezi Daniel Quinn, Jared Diamond) că Revoluția din Neolitic, datând din perioada 9000-7000 î.e.n. care a avut loc în Semiluna Fertilă nu a adus o îmbunătățire a vieții.
În general, eco-anarhistul are o parere bună despre tipurile de organizari sociale cum ar fi tribul nu datorită conceptului de "Salbatic Nobil" și a presupusei sale superiorității spirituale, ci deoarece aceste tipuri de organizări sociale, pur și simplu par să funcționeze mai bine decât civilizația actuală.